# The Acacia Strain
The Acacia Strain – amerykańska grupa z Chicopee wykonująca deathcore. Grupa oficjalnie utworzona w roku 2001, lecz od samego początku zmagała się z częstymi zmianami w składzie. Do dziś wydali cztery albumy studyjne łącznie z dwoma splitami; jeden z Loyal to the Grave, na którym wykonują cover utworu grupy Slayer, pt. "Seasons in the Abyss" i drugi z This or the Apocalypse, War From A Harlots Mouth, Fact, oraz Aggressive Dogs.

## Muzycy
Obecny skład zespołu
- Vincent Bennett – wokal, teksty (2001–dziś)
- Devin Shidaker – gitara prowadząca, programowanie, dodatkowe wokale (2013-dziś);
- Griffin Landa - gitara basowa (2015-dziś)
- Matt Guglielmo – perkusja (2023–dziś)
- Mike Mullholand – gitara rytmiczna (2022-dziś)

Byli członkowie zespołu
- Christopher Daniele – gitara elektryczna (2001–2005)
- Daniel Daponde – gitara elektryczna, dodatkowe wokale (2001–2006)
- Daniel "DL" Laskiewicz - gitara prowadząca, programowanie (2001–2013); gitara rytmiczna (2007–2013)
- David Sroka – gitara elektryczna (2009)
- Tom "The Hammer" Smith, Jr. – gitara rytmiczna (2016-2022)
- Karrie Whitfield – gitara basowa (2001–2003)
- Jack Strong – gitara basowa, dodatkowe wokale (2006–2015)
- Jeanne Sagan – gitara basowa (2003)
- Seth Coleman – gitara basowa (2004–2006)
- Ben Abert – perkusja (2001–2004, 2004–2005)
- Mark Castillo – perkusja (2004)
- Kevin Boutot – perkusja (2005-2023)

## Dyskografia
| ...And Life Is Very Long    | - Data: 2 września 2002 - Wydawca: Devil's Head             | —   | —  |                  |
| 3750                        | - Data: 13 lipca 2004 - Wydawca: Devil's Head               | —   | —  |                  |
| The Dead Walk               | - Data: 13 czerwca 2006 - Wydawca: Prosthetic Records       | —   | 47 | - USA: 2,6 tys.+ |
| Continent                   | - Data: 19 sierpnia 2008 - Wydawca: Prosthetic Records      | 107 | 13 | - USA: 5,6 tys.+ |
| Wormwood                    | - Data: 20 lipca 2010 - Wydawca: Prosthetic Records         | 67  | 6  | - USA: 6,3 tys.+ |
| Death Is the Only Mortal    | - Data: 9 października 2012 - Wydawca: Rise Records         | 51  | 10 | - USA: 8,6 tys.+ |
| Coma Witch                  | - Data: 14 października 2014 - Wydawca: Rise Records        | 31  | 4  | - USA: 9,4 tys.+ |
| Gravebloom                  | - Data: 30 czerwca 2017 - Wydawca: Rise Records             | 146 | 4  | USA: 9 tys.+     |
| It Comes In Waves           | - Data: 26 grudnia 2019 - Wydawca: Closed Casket Activities | —   |    |                  |
| "—" album nie był notowany. |                                                             |     |    |                  |

## Nagrody i wyróżnienia
| Rok  | Kategoria     | Tytułem           | Nagroda                       | Nota | Źródło |
| ---- | ------------- | ----------------- | ----------------------------- | ---- | ------ |
| 2009 | MySpace Metal | The Acacia Strain | MySpace Readers' Choice Award | Laur | [ 16 ] |